# Хараджґіль (дегестан)
Хараджґіль (перс. خرجگیل) — дегестан в Ірані, у бахші Асалем, в шагрестані Талеш остану Ґілян. За даними перепису 2006 року, його населення становило 8586 осіб, які проживали у складі 1920 сімей.

## Населені пункти
До складу дегестану входять такі населені пункти:
- Але-Дег
- Асб-Буні
- Асіяб-Шам
- Варґе-Даре
- Ґіджу
- Ґілянде
- Дар'ябон
- Дераз-Махале
- Дохале-Кух
- Дуле-Замін
- Кармун
- Кешавар
- Куре-Руд
- Лавабон
- Лак
- Ламір
- Ларзде
- Луме-Дешт
- Лякатешем
- Метеш
- Нав
- Нав-е-Бала
- Нав-е-Паїн
- Панбе-Поште
- Резван
- Сі-Бостан
- Халіян
- Хараджґіль
- Хар-Хуні
- Хатаійє
- Чаре-Су
- Чувазіє
- Ярі-Махале